# Sakurako Terada
Sakurako Terada (jap. 寺田 桜子, Terada Sakurako; * 17. Mai 1984 in Minami Furano, Sorachi, Hokkaidō) ist eine japanische Curlerin beim Team Aomori des Aomori CC.
Sakurako Terada wurde von Moe Meguro in den Curling-Sport eingeführt, nachdem Terada 1994 in Meguros Heimatstadt Minamifurano zog. Terada war Teil des japanischen Curling-Olympiateams bei den Olympischen Winterspielen 2006 in Turin. Sie spielte auf der Position des Alternate neben ihren Teamkolleginnen Skip Ayumi Onodera, Third Yumie Hayashi, Second Mari Motohashi und Lead Moe Meguro. Das Team belegte den siebten Platz.